# باشگاه فوتبال زنان کارل زایس ینا
باشگاه فوتبال کارل زایس ینا (به آلمانی: FC Carl Zeiss Jena) یک باشگاه فوتبال زنان از شهر ینا تورینگن آلمان است. این تیم همکنون در بوندس‌لیگای ۲ بازی می‌کند. کارل زایس ینا از فصل ۲۰۱۶/۱۷ در فوتبال منطقه ای زنان بازی می‌کرد اما با ادغام با اف‌اف یواس‌وی ینا در سال ۲۰۲۰ حضور برجسته تری پیدا کرد.